# Wola Boża

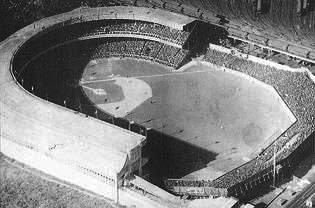
Stadion Polo Grounds

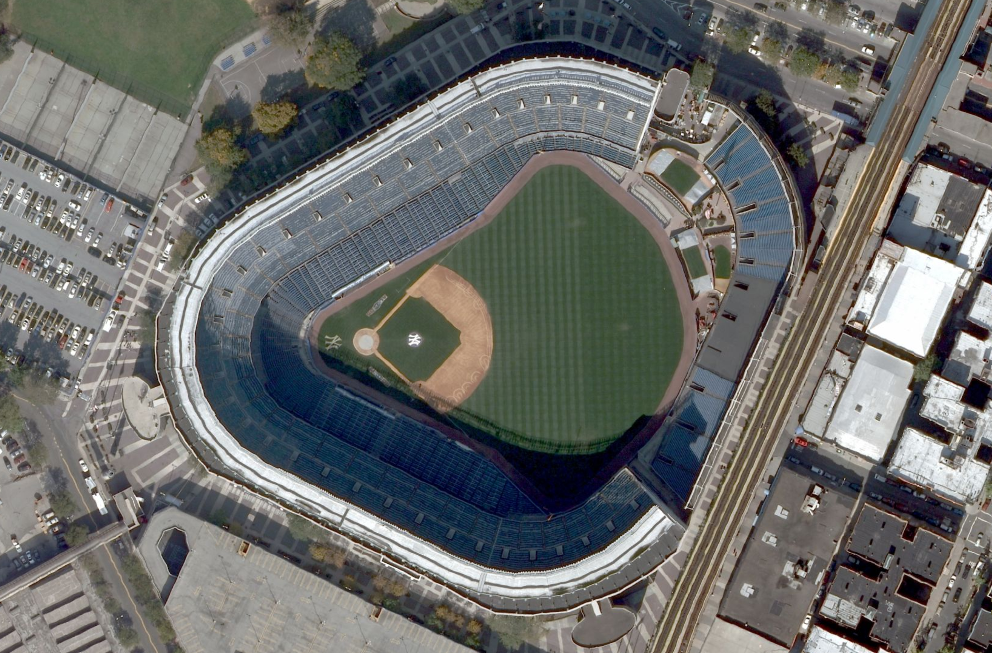
Yankee Stadium

Wola Boża – ogólnoświatowa seria 91 kongresów (dużych spotkań religijnych) zorganizowanych przez Świadków Jehowy, w których uczestniczyło ogółem 562 955 osób, a 17 774 zostały ochrzczone. Kongresy rozpoczęły się latem 1958 roku na półkuli północnej, a zakończyły na początku 1959 roku na półkuli południowej.
Największe kongres w ramach jego serii pod hasłem „Wola Boża” odbył się w dniach od 27 lipca do 3 sierpnia 1958 roku na dwóch stadionach: Yankee Stadium i Polo Grounds w Nowym Jorku w Stanach Zjednoczonych. Był to największy kongres Świadków Jehowy zorganizowany w jednym mieście. Od tego kongresu zjazdom międzynarodowym zaczęto nadawać postać serii kongresów urządzanych w wielu krajach.

## Kongres w Nowym Jorku

### Program
Kongres ph. „Wola Boża” w Nowym Jorku miał charakter międzynarodowy. Przybyli delegaci ze 123 krajów, ponad 5000 z Europy, 106 z Azji, 263 z Afryki, 898 z Ameryki Południowej i Środkowej (w tym 503 z Meksyku), 1341 z Australii i Oceanii, i prawie ćwierć miliona ze Stanów Zjednoczonych i z Kanady. Był to jak dotąd największy kongres zorganizowany w jednym mieście przez Świadków Jehowy. Wykładu publicznego „Królestwo Boże panuje – czy koniec świata jest bliski?” wysłuchały 253 922 osoby. 30 lipca 1958 zostało ochrzczonych 7136 osób. Była to, do roku 1993, największa liczba ochrzczonych na jednym kongresie. Delegaci przybyli na kongres m.in. ośmioma pociągami specjalnymi, 500 wynajętymi autobusami, ok. 20 000 samochodów oraz dwoma statkami i 65 samolotami czarterowymi. Sesje kongresowe odbywały się w 21 językach.
Na kongresie zapowiedziano rozbudowę obiektów biurowych Biura Głównego Świadków Jehowy w Nowym Jorku, przy Columbia Heights. Zostało też ogłoszone postanowienie, że od 1959 roku w zajęciach szkoły teokratycznej będą brały udział również kobiety oraz poinformowano o zorganizowaniu dziesięciomiesięcznego szkolenia przewidzianego dla nadzorców Biur oddziałów Towarzystwa Strażnica z całego świata oraz o miesięcznym kursie dla nadzorców podróżujących i mężczyzn sprawujących nadzór w zborach. Na kongresie przyjęto też specjalną rezolucję Jak chrześcijaństwo zawiodło całą ludzkość?. Później rozpowszechniono ją na świecie w formie drukowanej, pod tytułem „Królestwo Boże panuje – czy koniec świata jest bliski?” (w nakładzie 70 mln egzemplarzy w 68 językach). W trakcie przemówienia „Za żelazną kurtyną”, które przedstawił Alfred Rütimann z Biura Oddziału w Szwajcarii, odtworzono pozdrowienia i pieśni konspiracyjnie nagrane przez prześladowanych Świadków Jehowy w ZSRR oraz przemycone za granicę z narażeniem utraty wolności.
W czasie specjalnego programu 103 studentów 31. klasy Biblijnej Szkoły Strażnicy – Gilead otrzymało dyplomy ukończenia uczelni.
Relacje z tego kongresu udostępniono w formie drukowanej pt. Sprawozdanie ze zgromadzenia Świadków Jehowy „Wola Boża” oraz w postaci filmu z 1959 roku zrealizowanego przez Towarzystwo Strażnica pt. Międzynarodowe zgromadzenia Świadków Jehowy pod hasłem „Wola Boża”.
Pomimo, tego że działalność Świadków Jehowy w Polsce była od 1950 roku przez władze zakazana, prasa poinformowała o kongresie w Nowym Jorku. 27 lipca 1958 roku Świadkowie Jehowy zorganizowali konwencję w lesie koło rybnickiego Wielopola, według lokalnych władz brało w niej udział kilkaset osób z powiatu rybnickiego. Dwóch organizatorów tego spotkania, zostało ukaranych grzywną w kwocie po 1500 zł. Podobna konwencję odbyła się w lesie koło Wodzisławia Śląskiego.

### Administracja kongresu
- Przewodniczący kongresu: Milton George Henschel

### Pamiątkowa płyta
Przy obecnym stadionie Yankee Stadium w Nowym Jorku umieszczono tablicę informującą o najwyższej liczbie obecnych na stadionie – 123 707 osób, 3 sierpnia 1958 roku w czasie kongresu Świadków Jehowy.

## Kongresy ph. „Wola Boża” na świecie
Na całym świecie zorganizowano w tej serii 91 kongresów, w których uczestniczyło ogółem 562 955 osób, a 17 774 zostały ochrzczone. Na niektórych z nich wygłosił przemówienia Nathan H. Knorr: 4 i 5 października w Leicester w Wielkiej Brytanii (9872 obecnych), a potem w Stuttgarcie (16 563 obecnych) i Berlinie Zachodnim (15 418 obecnych) w Niemczech. Na przykład na Okinawie zgromadziło się 112 osób, w Japonii – 881, na Fidżi – 253, we Frankfurcie nad Menem – 23 473, w Hamburgu – 30 061, Belize – 420, Danii – 13 299, Szwajcarii – 5330, Holandii – 15 785, Finlandii – 698, w Manchesterze w Anglii – 9287, w Falkirk w Szkocji – 4374.

## Wykład publiczny
Ważnym punktem programu tego zgromadzenia był publiczny wykład biblijny, zatytułowany „Królestwo Boże panuje – czy koniec świata jest bliski?” W wykładzie tym wyjaśniono pogląd Świadków Jehowy na cel panowania Królestwa Bożego: „Królestwo Boże przyjdzie nie po to, by zniszczyć ziemię, tylko po to, by zniszczyć świat Szatana. Królestwo Boże przyjdzie nie po to, by spalić ziemię ogniem, tylko po to, by wykonać wolę Bożą na ziemi, tak samo jak w niebie. Ziemia, jako dzieło Boga, jest warta ocalenia; i Bóg ocali ją, żeby mogła istnieć na wieki”.